# Poesie
Poesie (originele titel: Poussy) is een Belgische stripreeks van Peyo met de gelijknamige poes in de hoofdrol. De reeks bestaat uit gags van twee stroken lang of één tekening met dezelfde afmetingen.

## Inhoud
Poesie is een zwarte kater in een wereld van mensen en de gags gaan dan ook vaak over confrontaties met mensen, meestal kinderen. Zoals bij de meeste van Peyo's werken zit er soms een levensles in de verhaaltjes over de poes. Poesie is een typische, ondeugende kat waarvoor niets te veel is om melk, vis of vlees te bemachtigen.

## Personages
Hieronder volgen de voornaamste personages.
- Poesie (originele naam: Poussy), het titelpersonage en een kat
- Een naamloze jongen die de eigenaar is van Poesie
- Een muis waarop Poesie jaagt

## Publicatiegeschiedenis
De strip verscheen voor het eerst op 22 januari 1949 in de kinderbladzijde van de krant Le Soir, waar Peyo later ook Johan en Pirrewiet voor tekende. Poesie liep er tot 1952. Toen Le Soir startte met Le Soir Jeunesse, een bijlage voor de jeugd, maakte Peyo ook daar gags voor. De reeks liep er tot eind de jaren 50, alles in zwart-wit. Vanaf 4 november 1965 werd de reeks ook gepubliceerd in Robbedoes/Spirou, deze keer in kleur, maar niet in chronologische volgorde. Vanaf 1969 tot 1974 stond Peyo's assistent Lucien De Gieter mee in voor de reeks. Deze ingekleurde gags verschenen ook in stripalbums.
In de herfst van 1972 startte in Spirou een nieuwe rubriek, de Poussyclopédie, een idee van Yvan Delporte en samengesteld met hulp van een bevriende dierenarts. Het was een rubriek over katten met als leidraad het alfabet. Er werd gestart met A comme Adoption. Poesie figureerde er als een uithangbord. Om de rubriek onder de aandacht te brengen, werd de omslag van Spirou voorzien van een plaat van Poesie van Marc Wasterlain, die het striptekenen leerde bij Peyo. Tussen 1974 en 1977 maakten Wasterlain en Daniel Desorgher af en toe nog enkele gags.
Rond 1989 verschenen er nog 21 nieuwe gags naar aanleiding van het nieuwe tijdschrift Schtroumpf!. Deze werden getekend door Desorgher, 
Éric Closter en Philippe Delzenne.

## Albums
1. Ha, die Poesie (1976)
2. Niet doen, Poesie! (1977)
3. Poesie mauw (1977)

### Integraal
In 2014 verschenen alle gags van Poesie in een integrale uitgave in het Frans. Behalve de gags in de drie voorgenoemde albums, bevat het album niet eerder in album uitgegeven gags, ook van de tekenaars die Peyo opvolgden.